# Amenemope
Usermaatra Setepenamon Amenemopet, o Amenemope, fue un faraón de la dinastía XXI del Antiguo Egipto que gobernó de ca. 993 a 984 a. C. durante el Tercer periodo intermedio de Egipto.
Manetón comenta que Amenoftis disfrutó de un reinado de nueve años, según Julio Africano y Eusebio de Cesarea en la versión del monje Jorge Sincelo (siglo IX).

## Biografía
Amenemope era el hijo de Psusenes I y la reina Mutnedyemet. Sirvió de joven como corregente durante los últimos años de su padre, de acuerdo con las evidencias encontradas en el vendaje de una momia.
Ejerció el cargo de Sumo sacerdote de Amón.

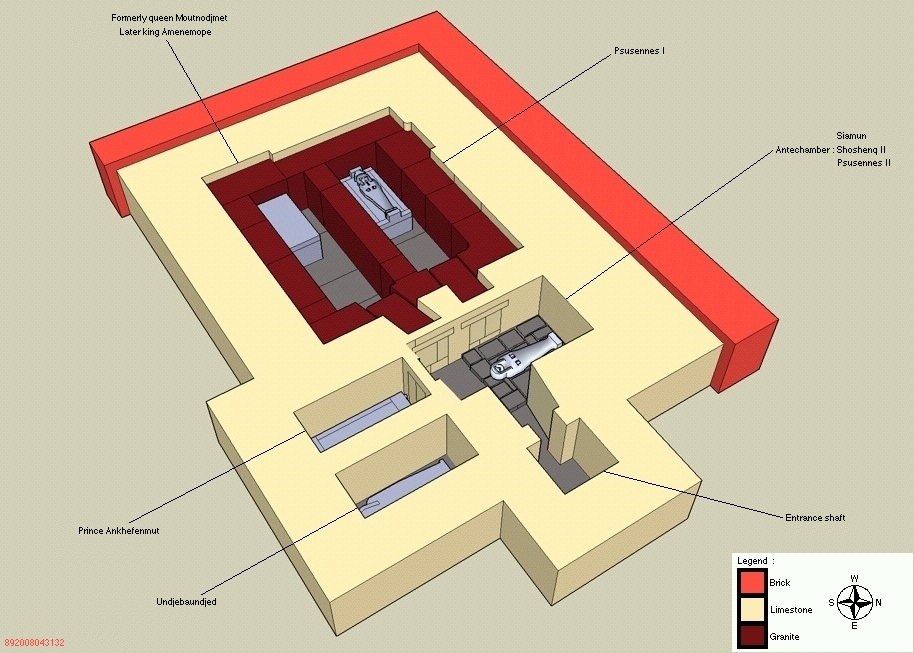
Tumba de Amenemope en Tanis (Egipto).

## Las tumbas reales
Las tumbas reales de Psusenes I y Amenemopet fueron descubiertas intactas por el arqueólogo Pierre Montet entre 1939 y 1940 en Tanis, encontrándose que contenían valiosos tesoros, incluyendo máscaras funerarias de oro y muchas piezas de hermosa joyería. Cuatro objetos de la tumba de Amenemopet, un collar y tres brazaletes, conservan grabado el nombre de su padre, Psusenes I.
Montet abrió la tumba de Amenemopet en abril de 1940, justo un mes antes de la invasión alemana de Francia, durante la Segunda Guerra Mundial. Posteriormente, toda excavación cesó abruptamente hasta el final de la contienda.
Montet reanudó sus labores de excavación en Tanis durante 1946, publicando sus descubrimientos en el año 1958.

## Titulatura
| Titulatura | Jeroglífico | Transliteración (transcripción) - traducción - (referencias) |

| N5 | wsr | C10 | C12 | U21 · n |

| N5 | wsr | C10 | C12 | U21 · n |

| N5 | wsr | C10 | C12 | U21 · n |

| N5 | wsr | C10 | C12 | U21 · n |

| N5 | wsr | C10 | C12 | U21 · n |

| N5 | wsr | C10 | C12 | U21 · n |

| N5 | wsr | C10 | C12 | U21 · n |

| N5 | wsr | C10 | C12 | U21 · n |

| N5 | wsr | C10 | C12 | U21 · n |

| N5 | wsr | C10 | C12 | U21 · n |

| N5 | wsr | C10 | C12 | U21 · n |

| N5 | wsr | C10 | C12 | U21 · n |

| N5 | wsr | C10 | C12 | U21 · n |

| N5 | wsr | C10 | C12 | U21 · n |

| N5 | wsr | C10 | C12 | U21 · n |

| N5 | wsr | C10 | C12 | U21 · n |

| N5 | wsr | H6 | i | mn · n · N36 | U21 · n |

| N5 | wsr | H6 | i | mn · n · N36 | U21 · n |

| N5 | wsr | H6 | i | mn · n · N36 | U21 · n |

| N5 | wsr | H6 | i | mn · n · N36 | U21 · n |

| N5 | wsr | H6 | i | mn · n · N36 | U21 · n |

| N5 | wsr | H6 | i | mn · n · N36 | U21 · n |

| N5 | wsr | H6 | i | mn · n · N36 | U21 · n |

| N5 | wsr | H6 | i | mn · n · N36 | U21 · n |

| N5 | wsr | H6 | i | mn · n · N36 | U21 · n |

| N5 | wsr | H6 | i | mn · n · N36 | U21 · n |

| N5 | wsr | H6 | i | mn · n · N36 | U21 · n |

| N5 | wsr | H6 | i | mn · n · N36 | U21 · n |

| N5 | wsr | H6 | i | mn · n · N36 | U21 · n |

| N5 | wsr | H6 | i | mn · n · N36 | U21 · n |

| N5 | wsr | H6 | i | mn · n · N36 | U21 · n |

| N5 | wsr | H6 | i | mn · n · N36 | U21 · n |

| i | mn · n | Aa15 | O45 |

| i | mn · n | Aa15 | O45 |

| i | mn · n | Aa15 | O45 |

| i | mn · n | Aa15 | O45 |

| i | mn · n | Aa15 | O45 |

| i | mn · n | Aa15 | O45 |

| i | mn · n | Aa15 | O45 |

| i | mn · n | Aa15 | O45 |

| i | mn · n | Aa15 | O45 |

| i | mn · n | Aa15 | O45 |

| i | mn · n | Aa15 | O45 |

| i | mn · n | Aa15 | O45 |

| i | mn · n | Aa15 | O45 |

| i | mn · n | Aa15 | O45 |

| i | mn · n | Aa15 | O45 |

| i | mn · n | Aa15 | O45 |

| C12 | C12 | U6 | m | O45 |

| C12 | C12 | U6 | m | O45 |

| C12 | C12 | U6 | m | O45 |

| C12 | C12 | U6 | m | O45 |

| C12 | C12 | U6 | m | O45 |

| C12 | C12 | U6 | m | O45 |

| C12 | C12 | U6 | m | O45 |

| C12 | C12 | U6 | m | O45 |

| C12 | C12 | U6 | m | O45 |

| C12 | C12 | U6 | m | O45 |

| C12 | C12 | U6 | m | O45 |

| C12 | C12 | U6 | m | O45 |

| C12 | C12 | U6 | m | O45 |

| C12 | C12 | U6 | m | O45 |

| C12 | C12 | U6 | m | O45 |

| C12 | C12 | U6 | m | O45 |

| i | mn · n · U7 | i | mn · n · Aa15 | O45 |

| i | mn · n · U7 | i | mn · n · Aa15 | O45 |

| i | mn · n · U7 | i | mn · n · Aa15 | O45 |

| i | mn · n · U7 | i | mn · n · Aa15 | O45 |

| i | mn · n · U7 | i | mn · n · Aa15 | O45 |

| i | mn · n · U7 | i | mn · n · Aa15 | O45 |

| i | mn · n · U7 | i | mn · n · Aa15 | O45 |

| i | mn · n · U7 | i | mn · n · Aa15 | O45 |

| i | mn · n · U7 | i | mn · n · Aa15 | O45 |

| i | mn · n · U7 | i | mn · n · Aa15 | O45 |

| i | mn · n · U7 | i | mn · n · Aa15 | O45 |

| i | mn · n · U7 | i | mn · n · Aa15 | O45 |

| i | mn · n · U7 | i | mn · n · Aa15 | O45 |

| i | mn · n · U7 | i | mn · n · Aa15 | O45 |

| i | mn · n · U7 | i | mn · n · Aa15 | O45 |

| i | mn · n · U7 | i | mn · n · Aa15 | O45 |

| R8 | U36 | D1 · Q3 · N35 | M17 | Y5 · N35 · N5 · Z1 | M23 | X1 · Z2ss | R8 | C12 · C12 · N36 | G17 | O45 |

| R8 | U36 | D1 · Q3 · N35 | M17 | Y5 · N35 · N5 · Z1 | M23 | X1 · Z2ss | R8 | C12 · C12 · N36 | G17 | O45 |